# アラブ航空会社機構
アラブ航空会社機構（アラブこうくうがいしゃきこう、アラビア語: الإتحاد العربي للنقل الجوي, 英語: 英語：Arab Air Carriers Organization, AACO）は、アラブ連盟加盟国の航空会社が1965年に設立した組織。本部はレバノンのベイルート。

## 加盟会社
2022年現在の加盟会社は以下の通り。
A 設立メンバー
B 現在は運行していない
2022年現在のパートナーエアラインは以下の通り。

## アラベスク航空アライアンス
アラブ航空会社機構加盟会社のうち数社によりアラベスク航空アライアンス（英: Arabesk Airline Alliance）という航空連合も結成していた。2005年に、主に航空会社の連携によって経費の削減を図るために結成された。既に活動は停止している。
当時の加盟会社は以下の通り。
- エティハド航空
- エジプト航空
- ガルフ・エア

- ミドル・イースト航空
- ロイヤル・ヨルダン航空
- サウディア

- シリア・アラブ航空
- チュニスエア
- イエメニア